# Zephyrarchaea mainae
Zephyrarchaea mainae es una especie de araña del género Zephyrarchaea, familia Archaeidae. Fue descrita científicamente por Platnick en 1991.
Habita en Australia.

## Hábitat
El hábitat dentro del rango más amplio de Z. mainae está restringido a conjuntos particulares de flora, en los que el sotobosque de juncias, Lepidosperma gladiatum y Lepidosperma effusum, y otras gramíneas como Empodisma gracillimum forman una corona elevada y compleja de hojarasca y ramas. El hábitat es vulnerable a los cambios en los regímenes de incendios, y la especie se encuentra solo cuando no se ha quemado durante muchas décadas.